# Trotula
Trotula di Ruggiero, cunoscută și ca Trotula Platearius a fost una dintre puținele femei-medic ale Evului Mediu, care a trăit în jurul anului 1200.

## Biografie
Există atât de puține informații privind existența ei, și sunt atât de nesigure, încât există și teoria că ar fi o persoană imaginară.
Se pare că a fost profesoară de medicină la Scuola medica salernitana.
Și soțul ei, John Platearius, ca de altfel și cei doi fii au fost medici.

## Contribuții
Domeniul ei principal de activitate vizează ginecologia și neonatologia.

### Scrieri
Trotula a scris mai multe tratate de medicină, cele mai importante fiind:
- De passionibus Mulierum Curandarum ("Despre bolile femeilor")
- De Ornatu Mulierum ("Despre cosmetice")
- Encyclopaedia regimen sanitatis, scrisă în colaborare cu soțul ei.